# Friends (gruppo musicale)
I Friends sono stati un gruppo musicale svedese attivo dal 1999 al 2002 e formato da Stefan Brunzell, Tony Haglund, Kristian Hermanson, Nina Inhammar, Kim Kärnfalk e Peter Strandberg.
Hanno rappresentato la Svezia all'Eurovision Song Contest 2001 con il brano Listen to Your Heartbeat.

## Storia
I Friends sono stati formati nel 1999 attraverso il programma televisivo Friends på turné, creato da Bert Karlsson e trasmesso su TV4. La trasmissione è stata un successo, e il loro album di debutto Friends på turné, uscito ad ottobre 1999, ha debuttato all'8º posto nella classifica svedese.
Nella successiva primavera hanno partecipato a Melodifestivalen, la selezione svedese per l'Eurovision, proponendo il brano När jag tänker på i morgon e piazzandosi secondi. Nell'autunno del 2000 è uscito il secondo album, Blickar som tänder, 17º in classifica.
Il 23 febbraio 2001 i Friends hanno partecipato nuovamente a Melodifestivalen cantando Lyssna till ditt hjärta e venendo incoronati vincitori sia dalle giurie che dal televoto. Blickar som tänder è stato ristampato con incluso il nuovo singolo eurovisivo. All'Eurovision Song Contest 2001, che si è tenuto il successivo 12 maggio a Copenaghen, hanno cantato una versione in inglese del loro brano intitolata Listen to Your Heartbeat e si sono piazzati al 5º posto su 23 partecipanti con 100 punti totalizzati. La canzone, tuttavia, nel 2003 è stata riconosciuta in tribunale come plagiata da Liefde is een kaartspel di Lisa del Bo, che ha rappresentato il Belgio all'Eurovision Song Contest 1996, rendendola la prima canzone ufficialmente plagiata ad aver partecipato al contest. Lyssna till ditt hjärta è comunque divenuto il loro maggiore successo commerciale, raggiungendo la 4ª posizione nella classifica dei singoli svedese e anticipando l'album Listen to Your Heartbeat, uscito subito dopo l'Eurovision, che ha debuttato 3º in classifica.
Nell'autunno del 2002 i Friends hanno pubblicato il loro quarto e ultimo album, Dance with Me (15º posto in classifica in Svezia), prima di sciogliersi ufficialmente nel mese di ottobre. Due componenti, Nina Inhammar e Kim Kärnfalk, hanno continuato a collaborare come Nina & Kim, partecipando a Melodifestivalen nel 2004.

## Discografia

### Album in studio
- 1999 – Friends på turné
- 2000 – Blickar som tänder
- 2001 – Listen to Your Heartbeat
- 2002 – Dance with Me

### Raccolte
- 2000 – 100% Friends
- 2006 – Best of Friends
- 2006 – Best of Friends, Vol. 2
- 2009 – Friends

### Singoli
- 1999 – Vi behöver varann
- 2000 – När jag tänker på imorgon
- 2000 – Vad pojkar gör om natten
- 2000 – Holiday
- 2000 – Vad jag än säger dig
- 2001 – Lyssna till ditt hjärta/Listen to Your Heartbeat
- 2001 – I'd Love You to Want Me
- 2001 – My Oh My/En liten röst
- 2001 – When the Music Is Gone/När musiken tar slut
- 2002 – Aldrig igen/The One That You Need
- 2002 – Dance with Me